# Silent Hill Shattered Memories
Silent Hill: Shattered Memories es un videojuego de terror y supervivencia de 2009 desarrollado por Climax Studios y publicado por Konami. Se lanzó en diciembre para Wii y se adaptó a PlayStation 2 y PlayStation Portable en enero de 2010. En abril de 2014, se lanzó en PlayStation Network en Europa.
Shattered Memories es una reinvención del primer juego y conserva la premisa —la búsqueda de Harry Mason para encontrar a su hija desaparecida en el ficticio pueblo estadounidense de Silent Hill—, pero se ambienta en un universo ficticio diferente, con una trama distinta y personajes modificados, además de nuevos. Hay cinco finales disponibles. La jugabilidad se desarrolla en dos partes: una sesión de psicoterapia en primera persona que enmarca el juego y una perspectiva general del viaje de Harry por Silent Hill, interrumpida periódicamente por el cambio a un entorno más peligroso. Las respuestas a las pruebas psicológicas de la sesión de terapia afectan a varios elementos del viaje de Harry.
Tras diseñar la precuela de Silent Hill (2007), que replicaba intencionalmente elementos de la primera entrega, Climax Studios quiso probar un enfoque diferente para crear un título de la serie. Entre los cambios realizados se encontraba la eliminación del combate y la presencia constante de monstruos. Akira Yamaoka compuso la banda sonora del juego, que fue la primera de la serie en destacar la música dinámica.
El juego recibió críticas generalmente positivas por sus gráficos, trama, actuación de voz, banda sonora y su uso del Wii Remote, y ha sido comparado favorablemente con las imágenes de M. Night Shyamalan. Sin embargo, algunos críticos encontraron frustrantes la exploración de puzles, las secuencias de persecución y los elementos psicológicos, y opinaron que el juego era demasiado corto. Desde entonces, algunos críticos lo han elogiado por su enfoque único de la franquicia, sus ingeniosos giros a la historia original, su atmósfera y sus mecánicas.

## Sistema de juego
Durante el desarrollo, el jugador será observado y evaluado por el juego, y sus acciones tendrán un efecto en varios aspectos de este, incluidos el carácter, actitudes y prendas de vestir del personaje. Diferentes áreas pueden ser desbloqueadas y los enemigos que se encuentran en Silent Hill también pueden cambiar su apariencia.
Esta vez Harry sólo está equipado con un teléfono móvil, con el cual puede ver todo el mapa con una interfaz GPS, recibir SMS y mensajes de voz, tomar fotografías, recibir y hacer llamadas. El jugador puede hacer uso del zoom de la cámara.
En la versión de Wii, el Wii Remote se utiliza para resolver rompecabezas y para controlar elementos como la linterna, el teléfono celular con GPS y la cámara.
Según el productor Tomm Hulett, la forma en la que se cuenta la historia dependerá de cómo interactúa el jugador con el juego. Además, ya que la lucha contra los enemigos se ha eliminado de la partida a favor de evitar los monstruos, no disponemos de armas.

## Argumento

### Sinopsis
El juego comienza en la consulta de un psiquiatra, Dr. K., o sea Kaufmann, donde el jugador puede interactuar desde una perspectiva en primera persona. Después se deberá llenar un cuestionario el cual, en función de las respuestas, afecta el desarrollo y final del juego. Las preguntas del cuestionario son de índole muy personal. Harry Mason despierta después de un accidente y durante el juego irá recordando ciertos eventos clave en su vida. 
La base de la trama del juego es similar a la original: Harry Mason busca a su hija Cheryl, en la misteriosa ciudad de Silent Hill, a raíz de su desaparición después de un accidente de coche que lo dejó inconsciente. El resto de la historia, a excepción de algunos nombres de personajes, es radicalmente diferente, comparándolo con el primer Silent Hill.

### Personajes
Harry Mason: Se presenta como el protagonista del juego. Después de un accidente de tráfico en las calles nevadas de Silent Hill, se da cuenta de que Cheryl, su hija de siete años de edad, ha desaparecido.
Cheryl Mason: Como su homólogo del primer juego, ella es la principal razón detrás de la búsqueda de Harry a través del pueblo cubierto de nieve de Silent Hill.
Dr. Michael Kaufmann: También conocido como el Dr. K, es el psiquiatra con el que nos veremos constantemente en el juego.
Dahlia Gillespie: Una extraña chica que parece ser la novia de Harry. Aunque en el transcurso de la historia cambia drásticamente (de joven a adulta), su personalidad y apariencia física varían de acuerdo con las respuestas que el jugador proporcione a los distintos tests que le presenta el psiquiatra.
Cybil Bennett: Una oficial del Departamento de Policía de Silent Hill que ayuda a Harry en la búsqueda de su hija. Su personalidad y apariencia física varían de acuerdo con las respuestas que el jugador proporcione a los distintos tests que le presenta el psiquiatra.
Lisa Garland: Una enfermera del hospital Alchemilla de Silent Hill con la que Harry se encuentra después de tomar parte en un accidente de coche.
Michelle Valdez: Exalumna del Instituto Midwich con la que Harry se encuentra en el gimnasio del instituto. Ella está allí para una reunión de exalumnos, pero, al parecer, ella es la única que ha asistido. Está esperando a su novio John para que la recoja de Silent Hill. Su personalidad y apariencia física varían de acuerdo con las respuestas que el jugador proporcione a los distintos tests que le presenta el psiquiatra.

## Desarrollo
Aunque contiene el argumento principal y la configuración general de la primera entrega de la saga en PlayStation, esta re-creada entrega comienza con la visita a un psiquiatra, quien hace responder a los usuarios una serie de preguntas. Desde este punto, y en cada momento del juego, las reacciones y respuestas son monitorizadas por el sistema de perfil psicológico para adaptar el contenido del juego acorde con estas pautas de comportamiento.
El juego en un principio iba a ser un remake completamente fiel al original, con mejoras en las texturas de escenarios y personajes, y con algunos elementos extras, como más enemigos y posiblemente más escenarios. Por otro lado, Climax también planeaba hacer un juego de terror exclusivo para Wii con un sistema similar al del juego actual, pero con una trama diferente, en un escenario diferente, con personajes diferentes. Finalmente, ambos proyectos se combinaron creando así el juego actual.
Todo esto confirma que Silent Hill: Shattered Memories es un juego que completamente distinto para cualquier persona que lo juegue. Como argumento central, el misterio de la desaparición de Cheryl continúa siendo el principal hilo conductor de la historia; pero el juego también está centrado en el concepto de las relaciones entre los personajes y los sutiles y constantes elementos del juego que van apareciendo en forma de situaciones relacionadas con la forma en que actúe Harry Mason.
Las tres versiones del título han sido desarrolladas por Climax Group, el equipo de desarrollo responsable de Silent Hill Origins para PSP y PlayStation 2, que también cuenta esta vez con la colaboración del compositor Akira Yamaoka en la banda sonora del juego.
“Desde el principio del proyecto tuvimos muy claro reinventar el género de terror, profundizando más en la mente de los jugadores y realizando una nueva aproximación en este sentido para el mundo de los videojuegos”, comentó Tomm Hulett, productor del videojuego para Konami. “El equipo de desarrollo estuvo bastante tiempo estudiando los distintos perfiles de comportamiento psicológico, y gracias a esto creó un sistema que monitoriza y registra todas y cada una de las acciones que realizan los usuarios en el juego – incluso detalles tan mínimos como la forma en que observa un objeto. El resultado final es una experiencia totalmente diversa, que se ajusta perfectamente a la forma en la que se juega, creando una experiencia de juego y argumental como nunca se había hecho antes en un videojuego".[cita requerida]
En la conferencia E3, la versión de Wii, fue el mejor en: Best Graphics Technology, Best Adventure Game, Wii Game Of The Show.